# 达姆施塔特艺术家村

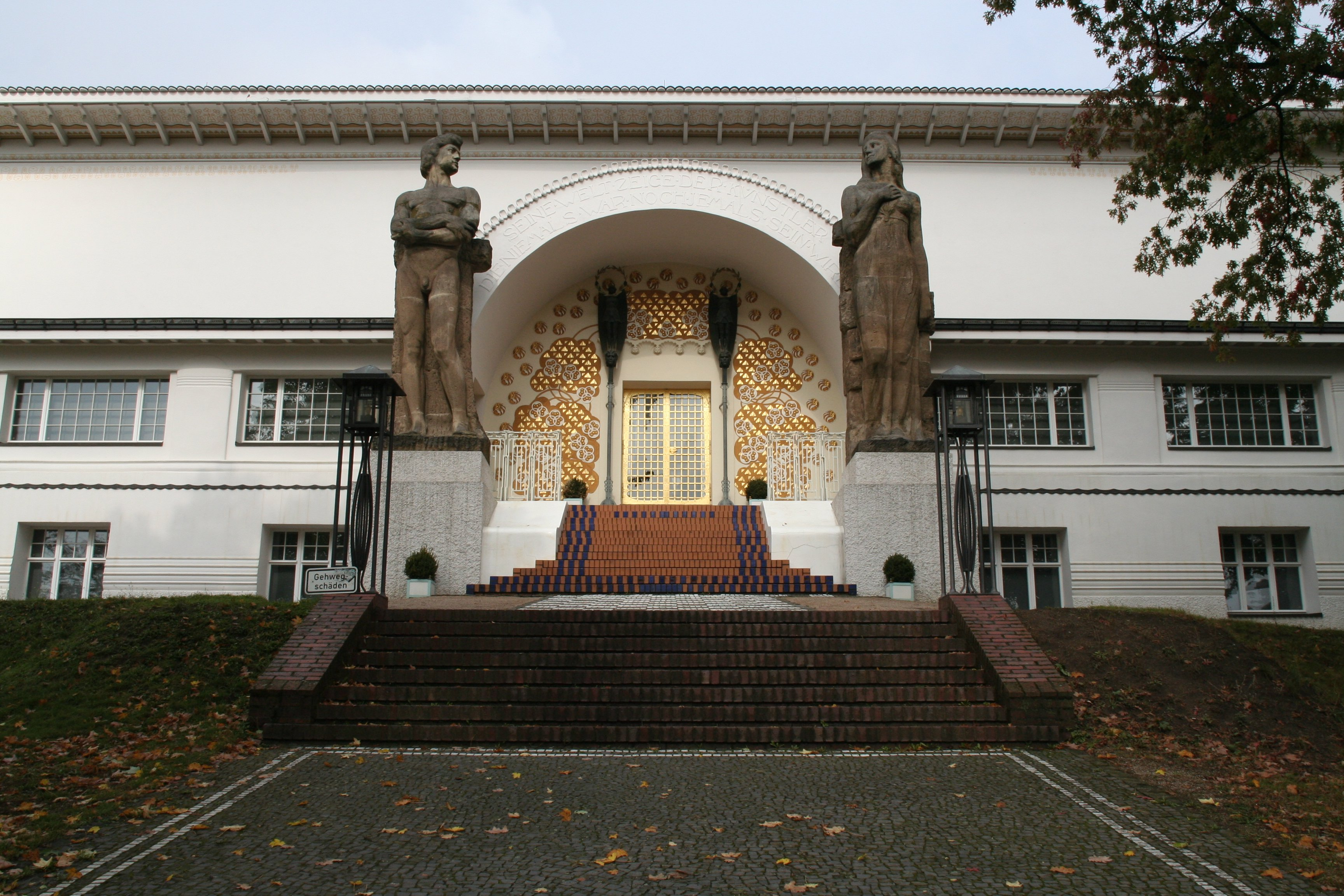
恩斯特·路德维希之家

达姆施塔特艺术家村（Darmstädter Künstlerkolonie）位于德国达姆施塔特的玛蒂尔德高地（Mathildenhöhe），是青春艺术风格艺术家们在此工作並且生活的一組建筑群，2021年列入聯合國世界文化遺產。这些艺术家的赞助人是黑森大公國末代君主恩斯特·路德维希，他們具有一致的艺术品味，在此共同創作。

## 历史
艺术家村由黑森大公恩斯特·路德维希创立于1899年。他的座右铭是：“Mein Hessenland blühe und in ihm die Kunst"（“我的黑森繁盛，艺术在黑森也繁盛”）。他希望艺术和商业相结合，为他的国家提供经济来源。艺术家的目标是发展建筑与生活的现代性和前瞻性的形式。为此，恩斯特·路德维希将一些新艺术运动艺术家带到达姆施塔特，住在一起：彼得·贝伦斯、保罗·伯克、鲁道夫 Bosselt、汉斯·克里斯蒂安森、路德维希·哈比奇、帕特里克·胡贝尔以及约瑟夫·玛丽亚·奥尔布里希。艺术家可以在有利条件下购买土地，营建住宅。
艺术家村于1901年、1904年、1908年和1914年举行了四次展览。
恩斯特·路德维希之家由约瑟夫·玛丽亚·奥尔布里希设计，于1900年3月24日奠基。这既是一个工作室，也是艺术家村的聚会场所。在主楼层的中间是会议室，用保罗·伯克的绘画装饰。两侧各有三个艺术家工作室。还设有有两个地下公寓和商业用途的地下室。入口装饰以镀金花朵图案的壁龛。入口两侧是两座六米高的雕像，“男人和女人”或“力量与美丽”，是路德维希哈比奇的作品。艺术家的房子分布在该建筑的周围。在1980年代末期，该建筑经过重建，变成了一座关于达姆施塔特艺术家村的博物馆。

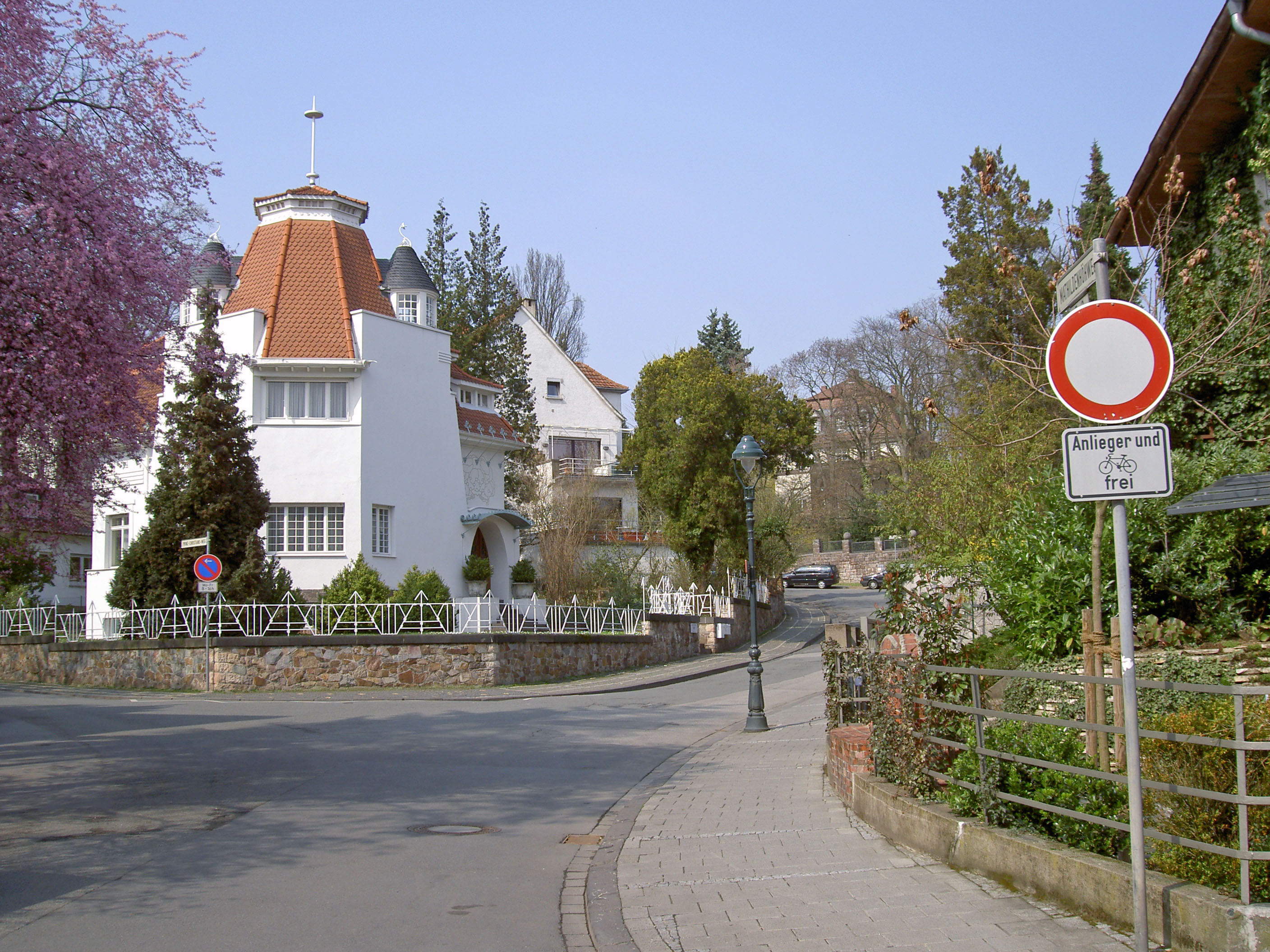

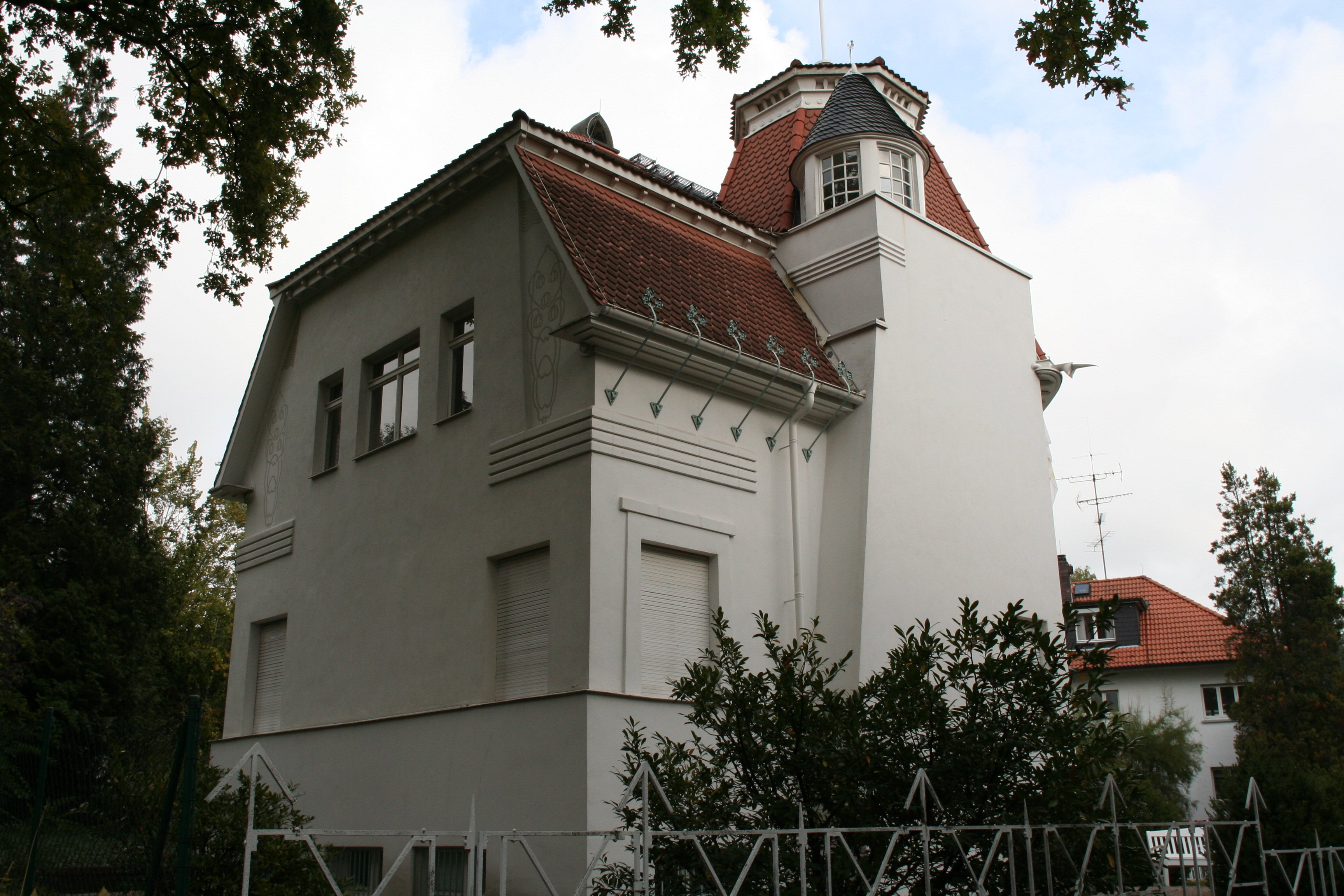

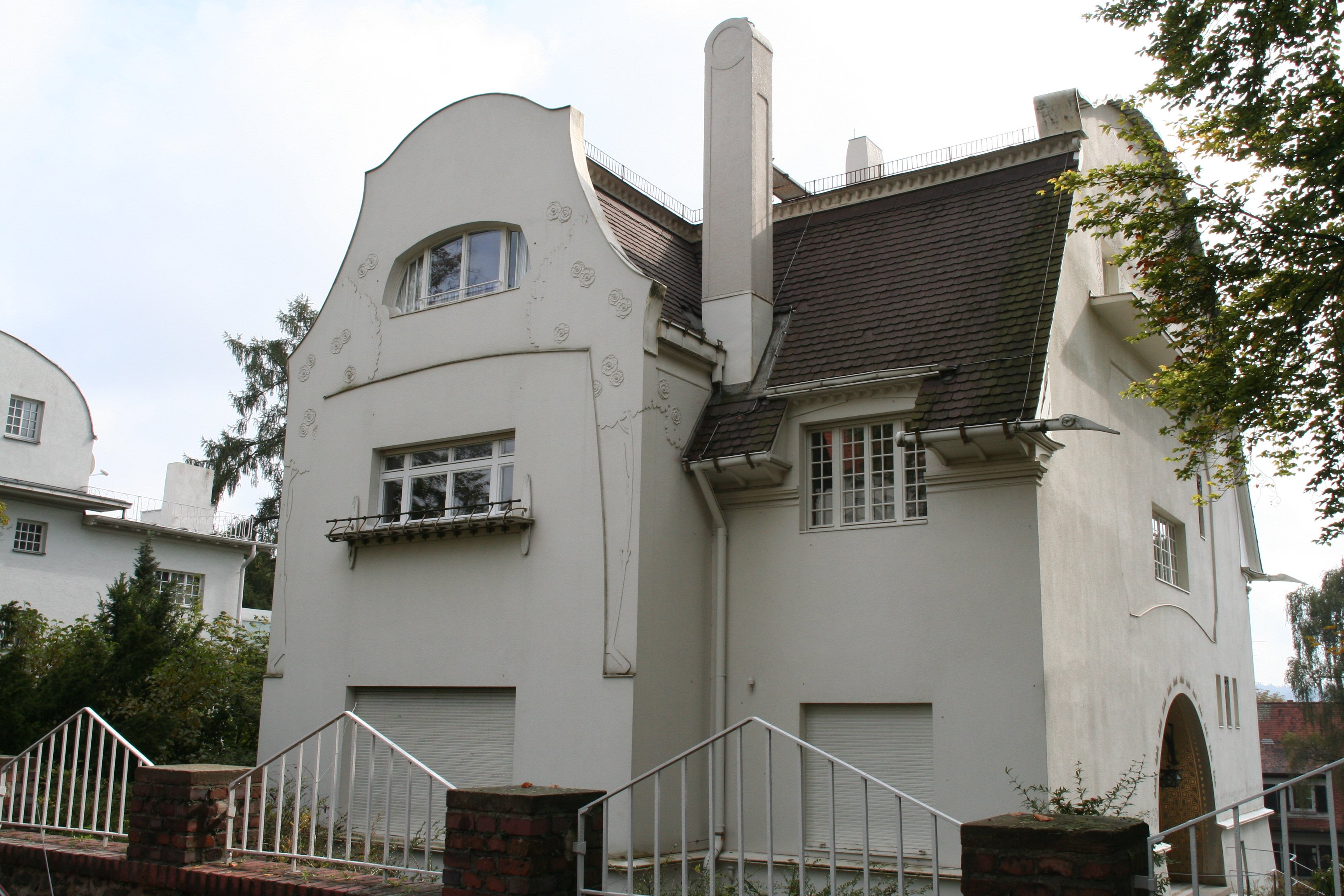

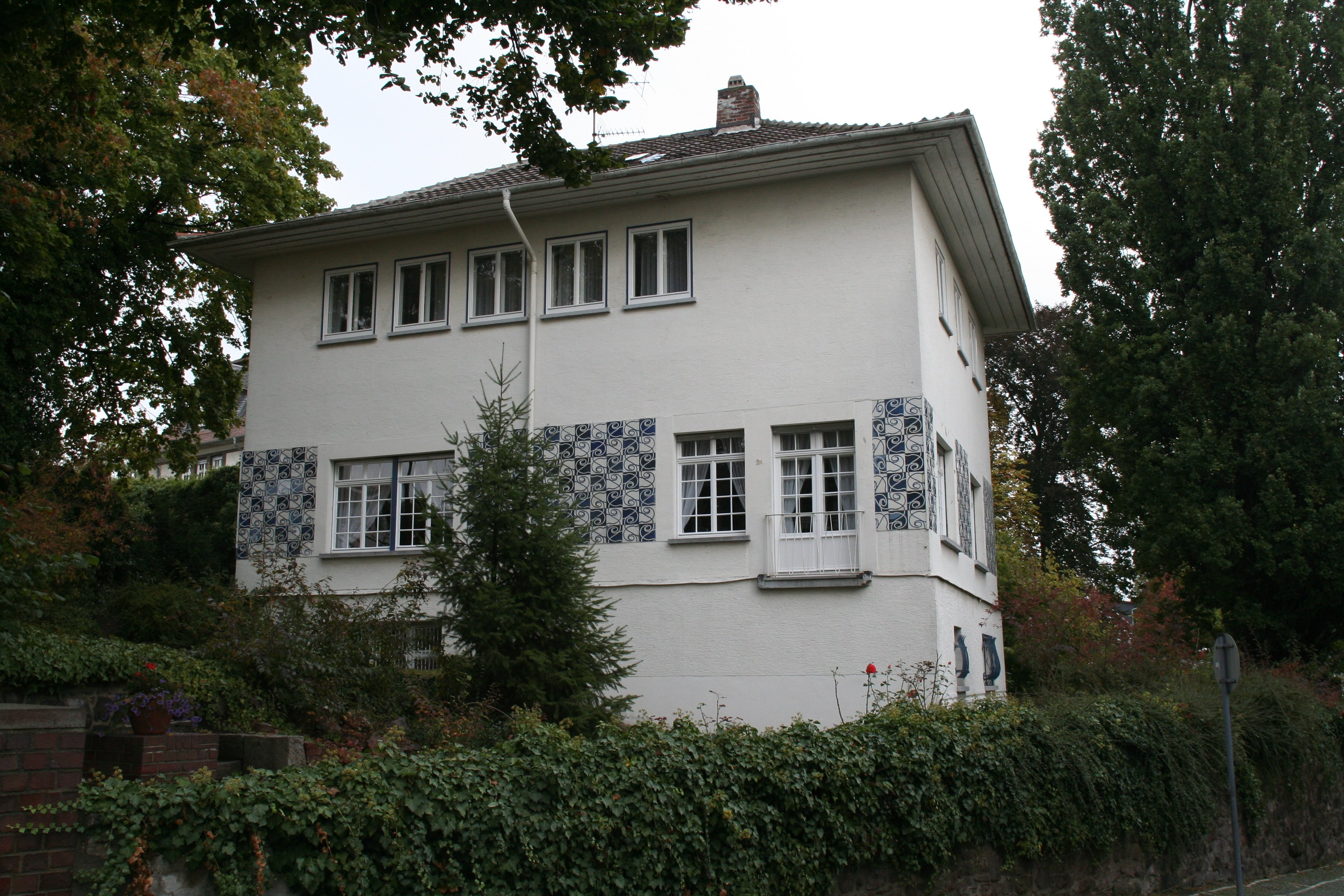
约瑟夫·玛丽亚·奥尔布里希之家